# 米卡埃尔·阿格里科拉

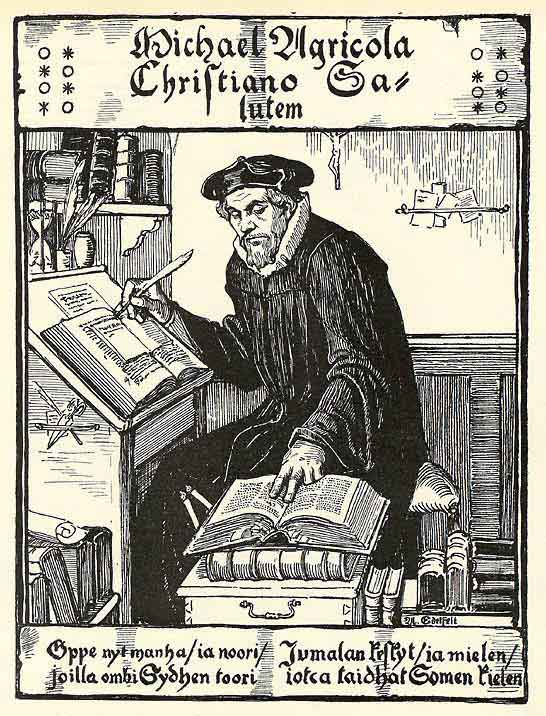
后人对米卡埃尔·阿格里科拉所作的画像

米卡埃尔·阿格里科拉（芬蘭語：Mikael Agricola，约1510年－1557年4月9日）是芬蘭图尔库主教，也是一位改革派的神學家。在把聖經翻译为芬兰语的过程中，他发展了芬兰语书面语的基础，编纂、翻译并出版了第一批芬兰语的书籍，共9本，2400多页。他是宗教改革时期两位重要人物——鹿特丹的伊拉斯谟和马丁·路德的学生。
阿格里科拉被认为是芬兰书面语和芬兰语文学之父。

## 生平

### 早年
Michael Olaui 或 Mikkel Olofsson（芬蘭語：Mikael Olavinpoika）在大約1510年左右時出生於瑞典（現為芬蘭）新地区佩诺市镇的托尔斯比村（Torsby），他的名字是以佩诺教堂的主保聖人命名的。他確切的生日日期跟大部分他的生平資料一樣為未知的。根據當地執達吏的說法，他來自一個富裕的農民家庭，有三個兄弟姊妹，但他們的名字都不詳。他的老師認識到他對於語言的天賦，他的教區牧師巴塞洛繆斯將他送到维堡的拉丁學校進行一些祭司訓練，在那裡他所就讀的學校為伊拉斯謨學校。目前還不清楚他的母語為芬蘭語或者瑞典語；佩诺主要是一個瑞典語區，但他在作品中使用的語言表明他是芬蘭語的母語者。然而他精通兩種語言就像都是他的母語一樣，很有可能他是個雙語的孩子。